# Crossrail
A Crossrail Londont, Berkshire-t, Buckinghamshire-t és Essexet érintő vasúti projekt. Célja, hogy a Londonba befutó nyugati és keleti vasúti fővonalak a város alatt való összekötésével egy kelet–nyugati irányú, nagy kapacitású városi és elővárosi vasúti hálózatot teremtsen meg. A projekt 2008-ban kapta meg II. Erzsébet királynő jóváhagyását, majd 2009-ben kezdték meg az építkezést a vonal középső szakaszán. A vonalat 2022. május 17-én adta át II. Erzsébet királynő, a forgalom kezdetben a központi Paddington–Abbey Wood szakaszon, 5 perces követési idővel május 24-én indult meg. A királynő tiszteletére a Crossrail hálózatán közlekedő személyvonatok az Elizabeth line nevet kapták meg.
A projekt fő jellegzetessége a London alatti új, 21 kilométer hosszú ikeralagút, amely Paddingtontól Whitechapelnél ketté ágazva Stratfordig és Canary Wharfig tart. Az alagút mellett egy új, a Temzét keresztező szárnyvonalat is építettek Abbey Wood felé, rajta egy új állomással Woolwichben.
A teljes hálózat forgalomba helyezése 2023 májusára várható, ekkortól az új kilencrészes British Rail 345 sorozatú motorvonatok álló vonatok akár 2,5 perces követést is biztosítani tudnak majd mindkét irányban. A hálózat egyes szakaszait már korábban használta a TfL Rail: 2015 májusában Liverpool Street és Shenfield között, 2018 májusában Paddington és Heathrow Terminal 4, majd 2019 decemberében Paddington és Reading között indított vonatokat. A Crossrail forgalmának megindulását követően a TfL Rail márkanevet megszüntették, helyét az Elizabeth line vette át.
A vonal átadásával várhatóan enyhülni fog a forgalom a kelet–nyugati metróvonalakon, mint például a Central, a District és a Jubilee vonalakon, valamint a Piccadilly repülőtéri ágán. A vonatokat az MTR Corporation üzemelteti a London Rail koncessziójában, hasonló módon, mint ahogy az Overgroundot is üzemeltetik. A Transport for London 2018-as becslése szerint a forgalom megindulása után 2022/23-ra 500 millió, 2024/25-re pedig már 1 milliárd font éves bevételre számít a vonalról.
Kezdeti költségvetése 14,8 milliárd angol font volt, ami 2019-re több éves késést követően 18,25 milliárdra duzzadt, ezzel ez Európa egyik legnagyobb mérnöki beruházása. A teljes vonal átadását eredetileg 2018-re tervezték, azonban az építkezések késése, majd a Covid19-világjárvány miatt az átadást több alkalommal is későbbi időpontra halasztották.

## Története
| Év          | Esemény |
| ----------- | --- |
| 1941–48     | George Dow javaslatot készít egy Londont átszelő vasúti alagútra.                                                                                       |
| 1974        | A London Rail tanulmányában egy Paddington–Liverpool Street közötti „Crossrail” alagút megépítését tanácsolja.                                          |
| 1989        | A Central London Rail három javaslatot készít London alatti vasútvonalakra, köztük a Paddington/Marylebone–Liverpool Street-vonalra is.                 |
| 1991        | A London Underground és a British Rail javaslatot nyújt be Paddington és Liverpool Street közötti alagút építésére, amit a Parlament 1994-ben elutasít. |
| 2001        | Létrehozzák a Cross London Rail Linkset a Crossrail tervének kidolgozására.                                                                             |
| 2005        | A Crossrail ismét a Parlament elé kerül. |
| 2008        | A 2008-as Crossrail törvény királyi jóváhagyásban részesül.                                                                                             |
| 2009        | Canary Wharfban megkezdik az építkezést. |
| 2015        | A meglévő Liverpool Street és Shenfield közötti szakaszon elindul a TfL Rail.                                                                           |
| 2017        | Új motorvonatok jelennek meg a TfL Rail vonalon. |
| 2018        | A Heathrow-i repülőteret kiszolgáló Heathrow Connect átkerül a TfL Railhez.                                                                             |
| 2019        | Elindul a TfL Rail Paddington és Reading között. |
| 2022        | Megnyílik a középső szakasz, elindul az Elizabeth line.                                                                                                 |
| 2023        | Az egész Elizabeth vonalon elindult a forgalom. (május 24.)                                                                                             |
| 2026 (terv) | Old Oak Common lehetséges nyitása |

### Korai javaslatok
Az első javaslatot egy kelet–nyugati irányú, nagy átmérőjű alagútról George Dow vetette fel a The Star napilapban 1941 júniusában. Dow emellett írt egy észak–déli vasútvonalról is, ami a mai Thameslink első ötletének tekinthető. A Crossrail első tervei 1943-as és 1944-es városrendezési tervekben tűntek fel először. Ezt követően még 1944-ben felállítottak egy szakértői bizottságot, mely 1946-ban és 1948-ban beszámolókat készített több alternatív vonalról. Egyes tervek Euston és Loughborough Junction közé javasolták az alagút megépítését, kiváltva a Blackfriars hidat, más tervek Lewisham és Kilburn közé helyezte Fenchurch Street, Bank, Ludgate Circus, Trafalgar Square, Marble Arch és Marylebone érintésével. A több tervből egyet meg is valósítottak, de szűkebb átmérővel a Victoria line részeként.
Magát a „Crossrail” kifejezést először 1974-ben használta a Környezetvédelmi Minisztérium és a londoni tanács által felállított bizottság egy London vasúti közlekedéséről szóló jelentésben, amely a párizsi RER-hez és a hamburgi S-Bahnhoz hasonlította a Crossrailt, valamint egyes irányokban 14 000–21 000 óránkénti utassal számolt csúcsidőben.

### Későbbi javaslatok
A Central London Rail az 1989-es tanulmányában a meglévő vasútvonalak föld alatti összekötését vizsgálta, és előállt három vasúti alagút ajánlatával: egy észak–déli, egy belvárosi és egy kelet–nyugatival. Az első alagút a Thameslinket vetítette előre, a második a Cityt kötötte volna be a Great Northern vasútvonalba, a harmadik pedig a Crossrail tervezett vonalát követte és a Liverpool Streettől Paddingtonig, valamint egy elágazással Marylebone-ig tartott, bekötve a hálózatba a Great Western fővonalat és a Metropolitan metróvonalat. Ennek az utóbbinak összköltségét 885 millió fontra becsülték, amely már magában tartalmazta a teljes gördülőállományt.
1991. január 22-én új, Liverpool Street és Paddington közötti metróvonal létrehozásáról szóló törvényjavaslatot nyújtottak be a parlament elé. A javaslatot a London Underground, a British Rail és a kormány támogatta, azonban a törvényjavaslati bizottság 1994. május 11-én elutasította azzal az indokkal, hogy az ügyet nem terjesztették elő, ezáltal a Képviselőház el sem fogadta, bár a kormány kiemeltként kezelte a javaslatot, nehogy akármi is kockázatot jelentsen az ügy menetében.
2001-ben a Transport for London és a Közlekedési Minisztérium közösen megalapították a Cross London Rail Linkset (későbbi nevén Crossrail Limited) a Crossrail és a Wimbledon–Hackney-vasútvonal terveinek kidolgozására.
A tervek kidolgozása alatt a GB Railways 2002-ben előállt egy nagyobb kiterjedésű, SuperCrossRail elnevezésű ötlettel, amely egy nyugat–keleti vasútvonallal kötötte volna össze Cambridge-et, Guildfordot, Oxfordot, Milton Keynest, Southend-on-Sea-t és Ipswichet, Londont pedig egy vasúti alagúton szelte volna át, érintve Charing Cross, Blackfriars és London Bridge állomásokat. 2004-ben egykori vasúti vezetők is készítettek egy javaslatot Superlink néven, ami a SuperCrossRailhez hasonlóan több vidéki állomást is bekötött volna a hálózatba, de ennek már a Crossrail tervezett útvonala adta az alapját. A vizsgáló társaság mindkét javaslatot elutasította az alacsony hálózati kapacitásuk és az aránylag magas költségeik miatt.

### Jóváhagyás
Az új Crossrail törvényjavaslat 2005-ben ismét a parlament elé került, a Képviselőház megszavazta, majd decemberben a különbizottság tárgyalta. A bizottság 2006 júliusában ideiglenes határozatban szólította fel az indítványozókat, hogy a vonalnak legyen egy woolwichi állomása is. A kormány kezdetben ellenezte, mert csak drágítaná a projektet, de később mégis beleegyezett az új állomás tervébe. Amíg a javaslatot még vitatták, Ruth Kelly közlekedési miniszter 2008 januárjában védelem alá vette a javaslatot, hogy előrehaladásában semmi se akadályozhassa meg.
A javaslat 2008 februárjában került a Lordok Háza elé, ahol némi módosítással elfogadták, majd 2008. július 22-én II. Erzsébettől megkapta a királyi jóváhagyást. Az elfogadott törvény már magába foglalja az építéshez szükséges környezeti hatásvizsgálatokat, terveket, hozzá kapcsolódó információkat, valamint az építési engedélyeket. 2008 novemberében a Heathrow-i repülőteret üzemeltető Heathrow Airport Holdings 230 millió fonttal hozzájárult a Crossrailhez, a projekt többi támogatójával még ebben az évben, decemberben kötötte meg a szerződés a Transport for London és a Közlekedési Minisztérium.

### Építkezési munkák
Az építkezést ünnepélyes keretek között 2009. május 15-én kezdték meg Canary Wharf állomásnál. Az eseményen részt vett Gordon Brown miniszterelnök és Boris Johnson polgármester is. A projekt 2009 szeptemberében 1 milliárd fontnyi támogatást kapott az Európai Beruházási Banktól.
A 2010-es választások alatt mind a Konzervatív Párt, mind a Munkáspárt kiállt a Crossrail mellett. A választások után Philip Hammond közlekedési miniszter megerősítette, hogy az új koalíciós kormány elkötelezi magát a projekt mellett. A költségek 2010-es felülvizsgálata során 1 milliárd fontot sikerült megtakarítani azzal, hogy egy egyszerűbb, de lassabb alagútfúrási technikát alkalmaztak, ezzel azonban a tervezett átadás 2017-ről 2018-ra csúszott.
2018 augusztusában, négy hónappal az első szakasz tervezett átadása előtt a biztonságos közlekedés érdekében közel kilenc hónappal elcsúsztatták a megnyitást, így legkorábban 2019 őszén indulhat meg rajta az utasforgalom.

### Ladbroke Grove terve
Kensington és Chelsea tanácsa egy újabb Crossrail-állomás létrehozására törekedett a kerület északi részén, az Old Oak Commontól keletre, a Ladbroke Grove és a Canal Way mellett. Ezzel együtt a nyugati visszafordítót is Kensalban építették volna meg, helyet adva a vasútállomásnak. London akkori polgármestere, Boris Johnson beleegyezett az állomás létesítésébe, amennyiben az nem késlelteti a Crossrail építkezését, nem korlátozza a vasutak forgalmát, valamint nem növeli meg jelentősen a Crossrail költségeit. Így a tanács aláírta a 33 millió fontos projekt kivitelezését, valamint a tanulmányt is, hogy az új állomás nem fog semmilyen késleltetést okozni.
Az állomásról a Transport for London tanulmányt készített, melyet számos szervezet, intézmény és a lakosok is támogattak. Időközben az állomás már nem teljesítette maradéktalanul a polgármester által kikötött feltételeket, majd 2013 elején a TfL és a Közlekedési Minisztérium is jelezte, hogy nem támogatják az állomás megépítését.
Az állomás ötletét Boris Johnson még egyszer felvetette 2016-ban, de az őt követő Sadiq Khan már nem foglalkozott ezzel.

## Nyomvonala

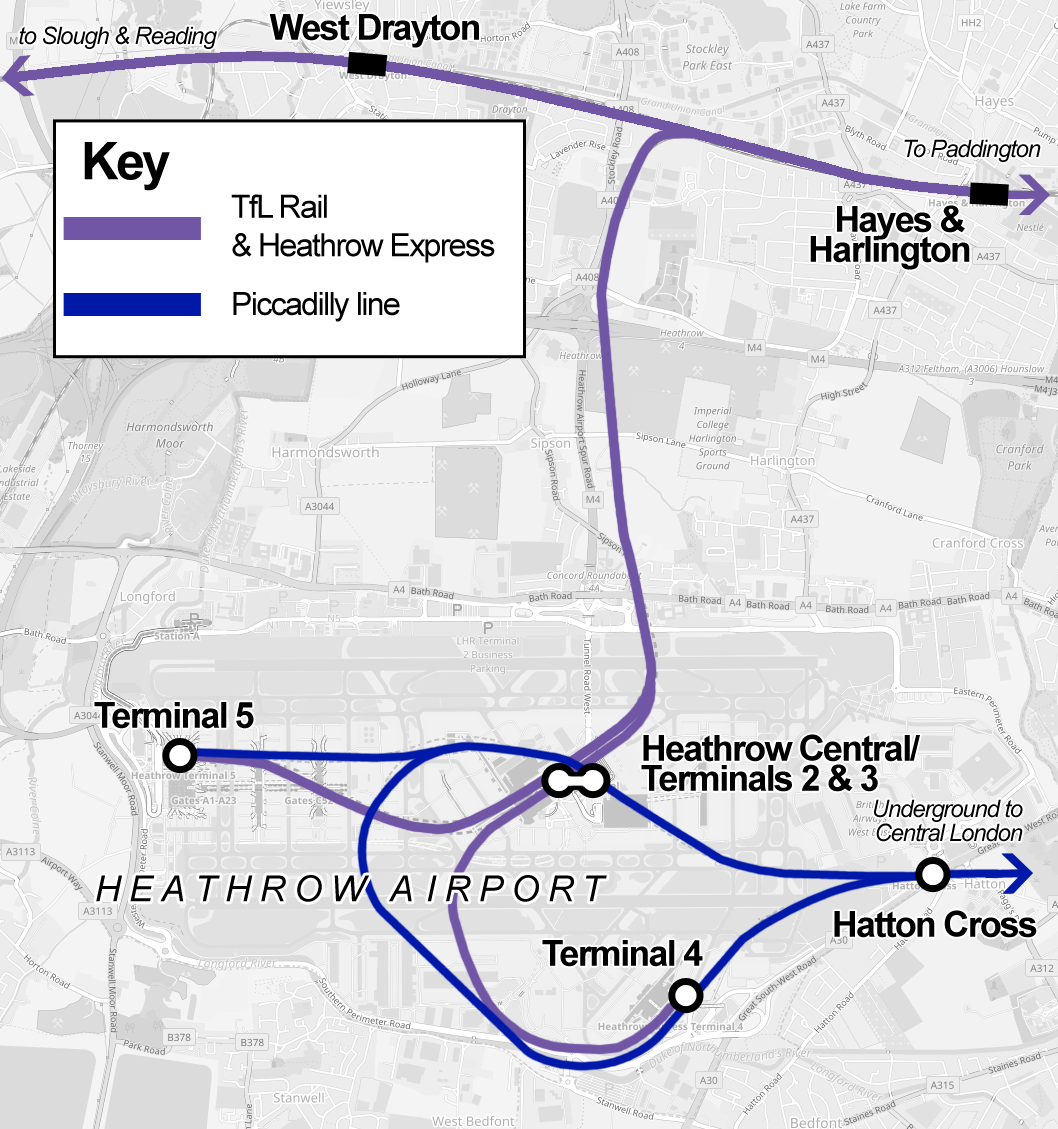
A Crossrail Heathrow-i ága

A Crossrail központi eleme a London központja alatt húzódó, körülbelül 21 kilométer hosszú ikeralagút, végein a vasútvonal két-két ágra oszlik.
Keleten a vonal Whitechapelnél ágazik el, egyik ágon a meglévő Great Eastern fővonalon, Stratfordon keresztül Shenfieldig, a másik ágon Canary Wharfon és az új Temze alatti alagúton keresztül Abbey Woodig fut.
Nyugaton a vonal Paddingtonnál a Great Western fővonalhoz csatlakozik, Hayes & Harlingtonnál pedig újabb két ágra oszlik: az egyik a Heathrow-i repülőtér 2-es és 3-as, 4-es, valamint az 5-ös terminálját szolgálja ki, a másik ág pedig a meglévő vasútvonalon Readingig megy.

### Nyugati szakaszok

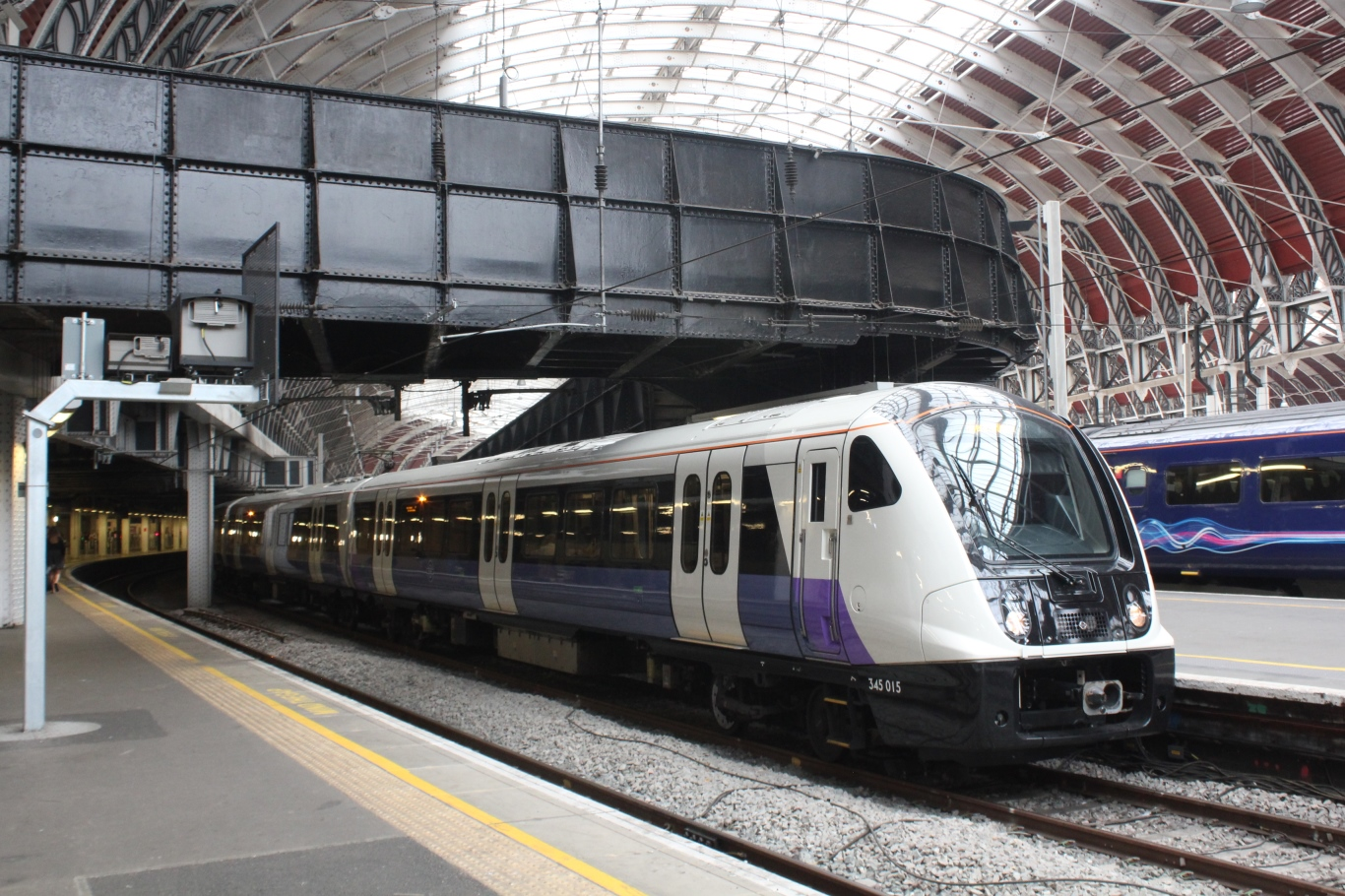
A nyugati ág mostani végállomása, Paddington jelentős átszállási ponttá fog válni

Nyugaton a fő vonal Readingtől Acton Main Line-ig tart. Ezen a szakaszon helyezkednek el Twyford, Maidenhead, Taplow, Burnham, West Drayton, Hayes & Harlington, Southall, Hanwell, West Ealing és Ealing Broadway állomások.
Actonnél kiépítettek a vonatok számára egy külön szintű elágazást, hogy a személyvonatok forgalmát ne zavarják a teherpályaudvarról ki- és beálló tehervonatok. Az elágazással 2016 júliusára készültek el, 2017-től használhatják a szerelvények.
A heathrow-i leágazáson három állomás található: a Heathrow Central, a Terminal 4 és a Terminal 5. Ez az ág Hayes & Harlington után ágazik le a fő vonalból.
Hayes & Harlington közelében is készült egy külön szintű elágazás, hogy a Heathrow Expressnek ne kelljen azonos szintben kereszteznie a Crossrail vonalát, mert ez a vonatok bevárása miatt késéseket eredményezett volna.
Kezdetben Maidenhead lett volna a Crossrail nyugati végállomása, tervezett hosszabbítási lehetőséggel, de 2014. március 27-én bejelentették, hogy Maidenhead helyett Reading lesz a végállomás.

### Központi szakasz
A központi szakasz Paddingtontól Whitechapelig tart, végig alagútban. Whitechapelt a keleti ág elágazása követi, ahonnan az alagút Stratford, valamint Canary Wharf felé tart tovább.
A szakaszon új föld alatti állomásokat építettek Paddingtonnál, Bond Streetnél, Tottenham Court Roadnál, Farringdonnál, Liverpool Streetnél és Whitechapelnél, ahol át lehet majd szállni a metróvonalakra, valamint a vasútra. Egyes állomások méretük miatt más állomásokkal is kapcsolatban vannak, így Farringdonból Barbican felé, Liverpool Streetből pedig Moorgate felé lehet majd átszállni.
Paddington állomás kihívást jelentett tervezéskor, mivel a Eastbourne Terrace és a süllyesztett taxiállomás alatt kellett elhelyezni, közel három méterre Isambard Kingdom Brunel 150 éves pályaudvarától.

### Keleti szakaszok

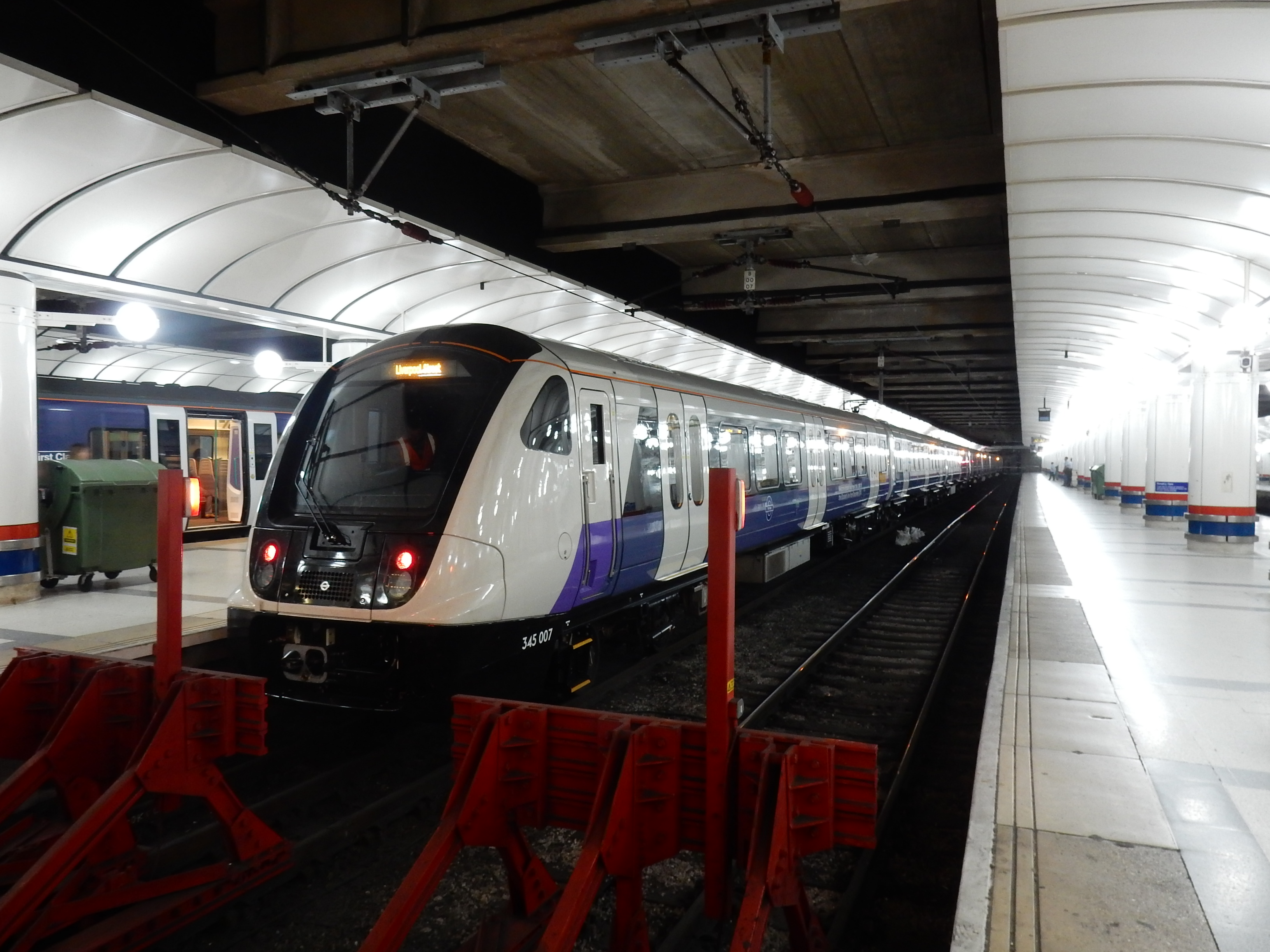
Liverpool Street a Crossrail átadása után is megmarad egyes vonatok végállomásának

A keleti szakasz egyik ága a whitechapeli elágazás után Pudding Mill Lane-ig alagútban halad, majd utána a felszínen csatlakozik a Great Eastern fővonalhoz. Innen Ilfordon, Romfordon és Gidea Parkon keresztül éri el a shenfieldi végállomást.
A másik ág Custom House-ig alagútban halad, majd utána még kétszer, a dokkok és a Temze alatt ismét alagútba tér, és az Abbey Wood végállomás előtt jön vissza a felszínre. Ezen az ágon új állomást építettek Woolwichben a budapesti 4-es metró állomásainál is használt dobozszerű kialakítással, valamint tervezték a 2006-ban bezárt Silvertown újranyitását, hogy kiszolgálja a City repülőteret, azonban az újranyitás helyett 2012-ben teljesen elbontották a megállóhelyet.
A Crossrail a Royal Docks alatt az 1878-ban épült Connaught alagúton fog áthaladni, ezért azt 2013-ban felújították. A munkálatokra veszélyt jelentett a  meggyengült szerkezet, ezért a kikötőt lezárták, vizét leengedték, hogy felülről hozzáférve megerősítsék az alagutat.

## Dizájn és infrastruktúra

### Elnevezés

2019 őszéig működő TfL Rail logója

Lila logó, melyet majd 2023-tól használnak a vonal jelölésére

A Crossrail nevet a vasúti projekt és a Transport for London által alapított, az építkezéseket felügyelő cég viseli.
2015 májusától a TfL a Crossrail készen álló szakaszain az Elizabeth line átadásáig átmenetileg elindította a TfL Rail szolgáltatását. Ezt követően a Liverpool Street–Shenfield és Paddington–Heathrow vonalakon közlekedő vonatok megkapták a Crossrail fényezését, valamint a kék TfL Rail logót.
A Crossrail a 2023-as átadásán az Elizabeth line nevet fogja megkapni II. Erzsébet királynő tiszteletére. Az átnevezést követően a vonal új logót is fog kapni, melynek az alapja a lila (Pantone 266) kör, amit egy vízszintes kék (Pantone 072) sáv keresztez, rajta fehér betűkkel, Johnston 100 betűtípussal az „ELIZABETH LINE” felirat.

### Alagutak
Az alagúthálózatot öt szakaszra lehet bontani, belső átmérőjük 6,2 méter (összehasonlításképpen a Victoria line alagútjainak átmérője 3,81 méter), és összhosszúságuk meghaladja a 21 kilométert: egy 6,4 kilométeres szakaszra Royal Oak metróállomástól Farringdonig, egy 8,3 kilométeresre a Limmo-félszigeten kialakított indítóaknától Farringdonig, egy 2,7 kilométeresre Pudding Mill Lane állomástól Whitechapelig, egy 2,6 kilométeresre a Temze alatt és egy 900 méteresre az indítóaknától Victoria Dockig.
Szakaszonként két alagútfúró pajzs dolgozott az alagutak építésén, leszámítva a Victoria Dock rövid alagútját, ott a stratfordi elágazás gépeit használták, miután végeztek az eredeti helyükön. Az alagutakat betonelemekkel bélelték, melyeket Chathamban gyártottak le, majd uszályokkal szállították Londonba. Az alagútfúrók hetente közel 100 métert tettek meg. Az alagutak összköltsége körülbelül 1,5 milliárd font volt. Az alagutak nagyobb átmérőjének köszönhetően a mély vezetésű metróvonalak szerelvényeinél nagyobb vonatok is közlekedhetnek a vonalon, mint az új 345-ös sorozat, valamint vészhelyzet esetén az utasokat a vonat oldalain is ki lehet menekíteni, nem csak a két végén.
Az alagutak hosszúsága miatt gyakran a párizsi RER-hez szokták hasonlítani a Crossrailt.

### Állomások

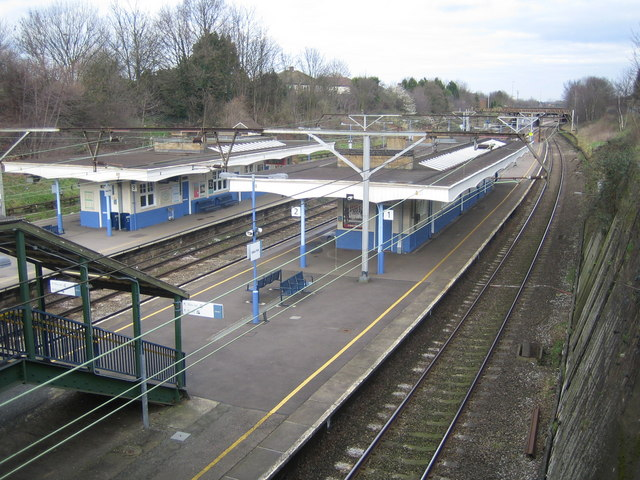
Gidea Parkot és számos más állomást kibővítettek, hogy fogadni tudják a hosszabb vonatokat

A Crossrail kilenc új állomásának építésével egy időben a régieket kibővítették, hogy a hosszabb, 200 méteres vonatokat fogadni tudják, míg a központi szakasz új állomásai akár 240 méteres szerelvények kiszolgálására is alkalmasak.
Maryland és Manor Park állomásokat nem hosszabbították meg, előbbit a szűkös költségek, utóbbit a vasúti kitérő közelsége miatt. Mivel így egyik állomásra se fog beférni a teljes szerelvény, ezért ezeken az állomásokon csak azok az ajtók fognak nyílni, melyek biztosan a peron mellé érkeznek.
2011-ben Bedfordshire-ben építettek egy életnagyságú mintaállomást, hogy az érdeklődők megtekinthessék a kialakítását, valamint visszajelzéseket adhassanak, még az állomások építésének kezdete előtt.
Valamennyi állomás akadálymentesen elérhető lesz, ezen belül a központi és a heathrow-i szakaszok összesen 13 megállójában a peronok egy szintben lesznek a vonatok padlójával. A peronok hossza miatt valamennyi megállóhelyet felszerelnek biztonsági kamerával és a peronok végét monitorokkal, hogy a vonatvezető ezeknek a segítségével beláthassa a vonat menti biztonsági sávot.

### Járműállomány

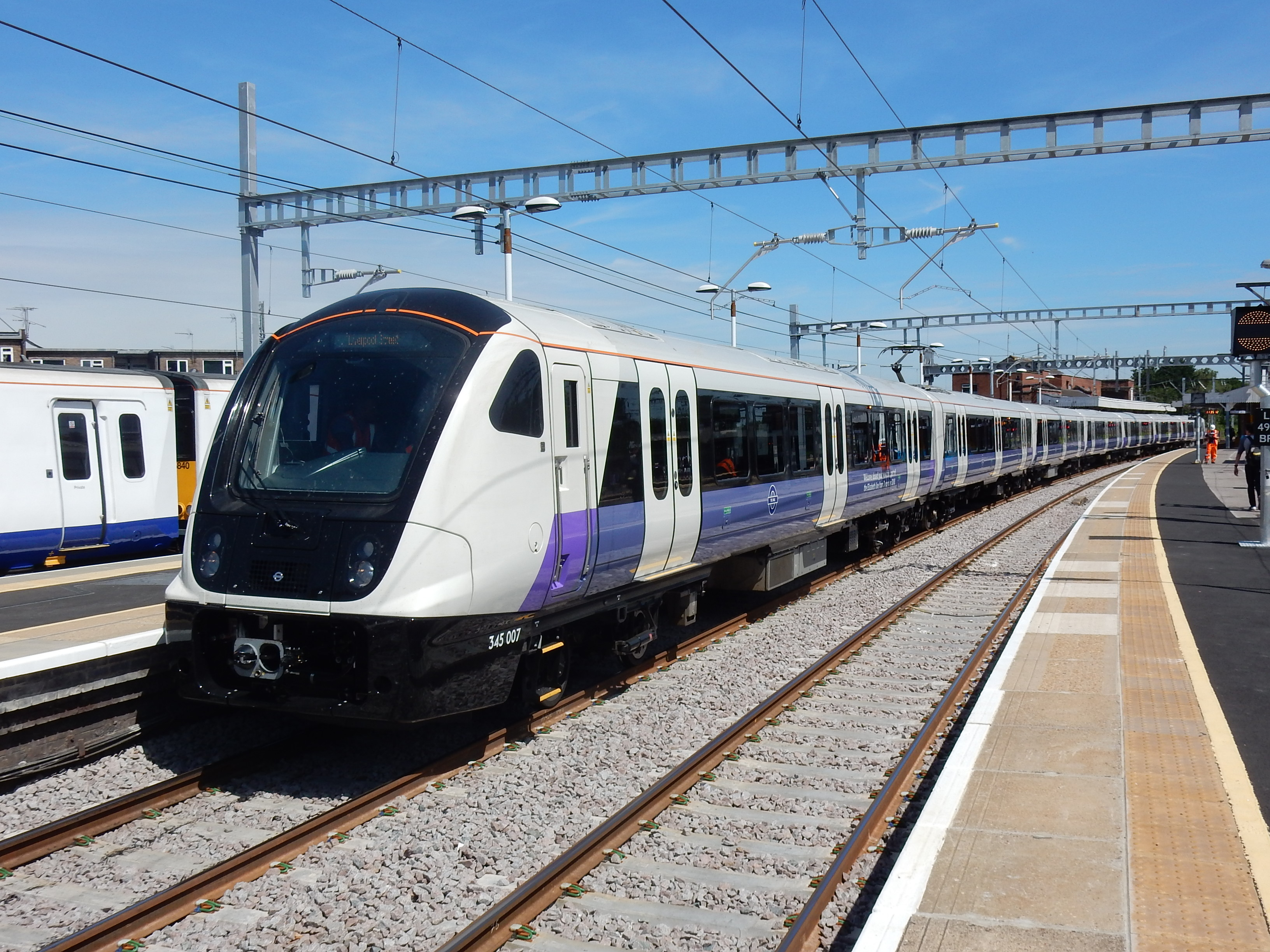
345-ös sorozat az Elizabeth line fényezésével, de átmenetileg a TfL Rail jelzésével

A vonalon 65 darab új, egyenként 200 méteres British Rail 345 sorozatú motorvonat fog közlekedni, amelyek akár 1500 utast is képesek szállítani. Valamennyi vonat akadálymentes lesz, a kerekesszékesek számára külön kijelölt hellyel. Az utasteret hangos és vizuális utastájékoztatóval, kamerarendszerrel és segélykérővel is felszerelik, utóbbi kettő a járművezető segítségét szolgálja majd vészhelyzet esetén. A vonatok a pálya egyes szakaszain akár 140 km/h sebességgel is haladhatnak.
2011 márciusában kiírt pályázatra öt ajánlattevőt hívtak meg új vonatok leszállítására, karbantartására és a kocsiszín megépítésére, de egyikük, az Alstom még júliusban visszalépett. 2012 februárjában tárgyalásokat kezdtek a CAF, a Siemens, a Hitachi és a Bombardier vállalatokkal, amelyek pályázataikat 2013 augusztusában adták be. A Siemens 2013 júliusában, még az ajánlatok beadása előtt visszalépett a járműtenderről. (Ettől függetlenül a vonatbefolyásoló rendszert a német vállalat szállíthatta le.)
A Transport for London és a Közlekedési Minisztérium 2014 februárjában kötötte meg a szerződést a pályázat győztesével, a Bombardier-vel. A vonatokat 2015 és 2018 között gyártották a Bombardier derbyi gyárában. Az első motorvonat 2017. június 22-én állt forgalomba a TfL Rail vonalán.

### Villamosítás és biztosítás
A Crossrail vonalán 25 kV-os váltakozó áramot fognak használni a villamos vontatáshoz, amit felsővezetéken keresztül fogják felvenni a vonatok. A Great Eastern és Great Western fővonalakat a Crossrail projektén kívül, 2010 és 2017 között villamosították.
A vonalon többfajta vonatbefolyásoló rendszert fognak használni: a központi szakaszon és az Abbey Wood-i ágon CBTC-t, a keleti szakaszon AWS-t és TPWS-t, valamint a nyugati szakaszon ETCS 2-t.

### Kocsiszínek
A Crossrailnek két kocsiszínje lesz: nyugaton az Old Oak Commonnál, keleten pedig Romfordnál, ahol egy irányító központot is kialakítottak.

## Építkezés

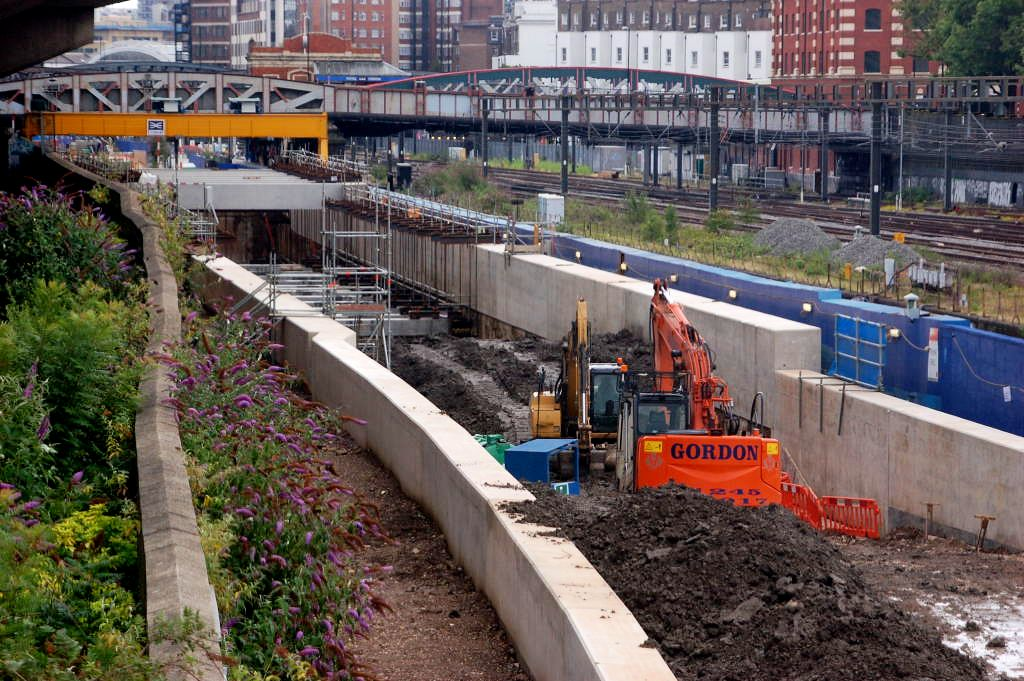
Építkezés Royal Oak közelében

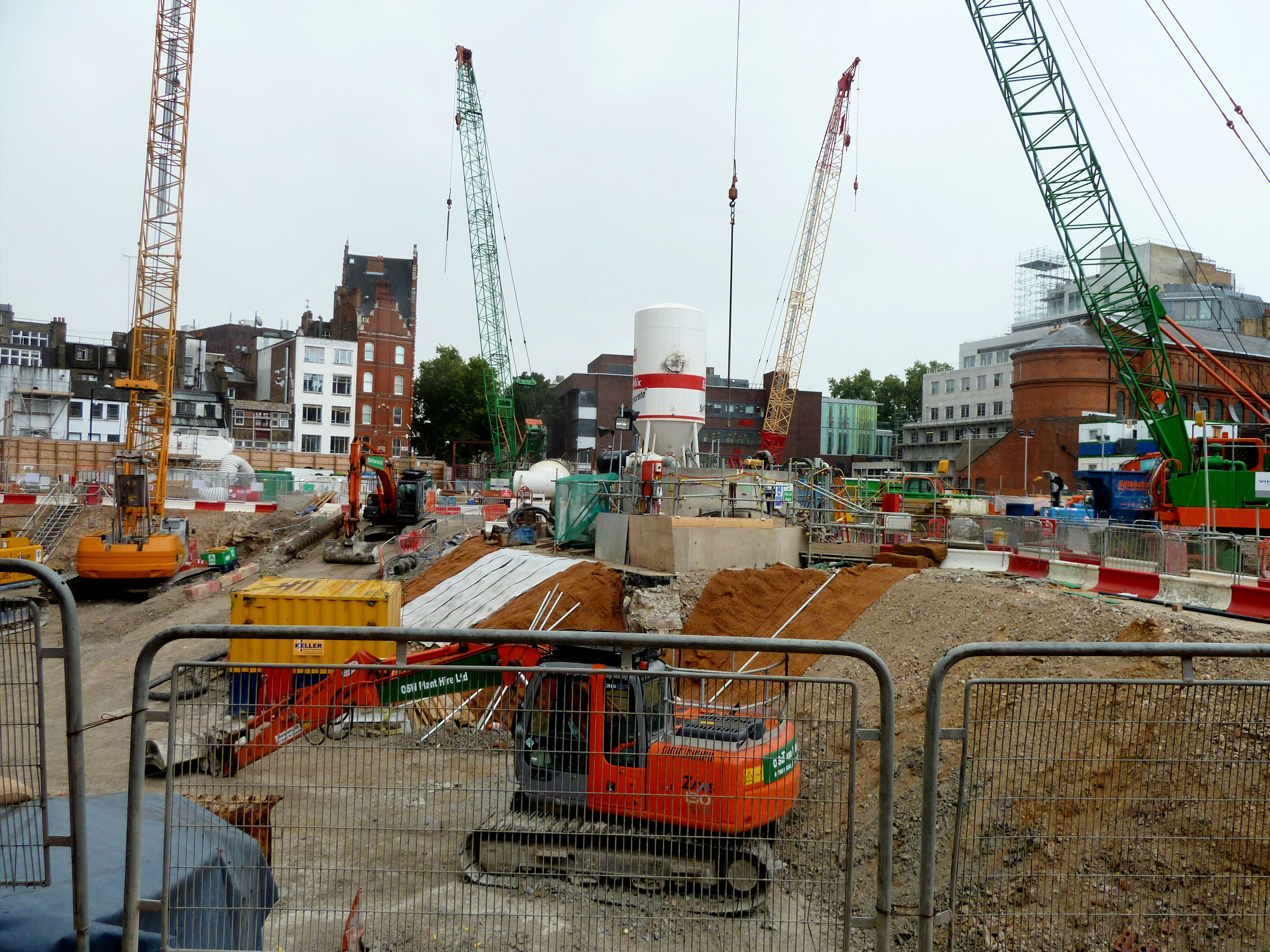
Építkezés Tottenham Court Roadnál

2009 áprilisában hirdették ki a Crossrailt építő 17 társaság neveit, mely cégek összesen 14 000 munkavállalójára szükség volt az építkezések alatt.
A munkálatokat 2009. május 15-én kezdték meg Canary Wharfnál.
Az építkezés alatt középkori tömegsírokat tártak fel, ami magában hordozott egy járvány esetleges felbukkanását az ott dolgozók körében. Sir David James a Lordok Háza előtt beszámolt, hogy a szennyezett húsok miatt a lépfene 1520-ban 682 áldozatot szedett Smithfieldben, és őket az építkezés környékén temették el. 2009. június 24-én bejelentették, hogy a tömegsír csontmaradványai között nem észlelték sem a lépfene, sem a bubópestis jelenlétét.
Az alagutak építésére a pályázati felhívást 2009 augusztusában tették közzé az Európai Unió hivatalos lapjában. A felhívásban az alagutakat felosztották Farringdontól keleti és nyugati szakaszokra. A szerződéseket 2010 végén kötötték meg: nyugaton a BAM Nuttall, a Ferrovial Agroman és a Kier Construction, keleten pedig a Dragados és a John Sisk & Son építhette az alagutat. A fennmaradó két rövidebb alagútra a kikötőnegyedben 2011-ben kötötték meg a szerződést a Hochtief és a J. Murphy & Sons vállalatokkal.
2009 szeptemberére elkezdték a Tottenham Court Road egymilliárd fontos fejlesztésének előkészítését, ennek során több környékbeli épületet, köztük az Astoria Színházat is kisajátították, majd lebontották.
2010 februárjában több vád is érkezett a Crossrailt építtető cégre, hogy lakosokat fenyegetnek meg, amennyiben ők nem akarták az építkezés útjába eső ingatlanjaikat piaci áron alul eladni. Ezt a londoni közgyűlés jelentésében elfogadhatatlannak tartotta, és kártérítésre szólította fel a céget.

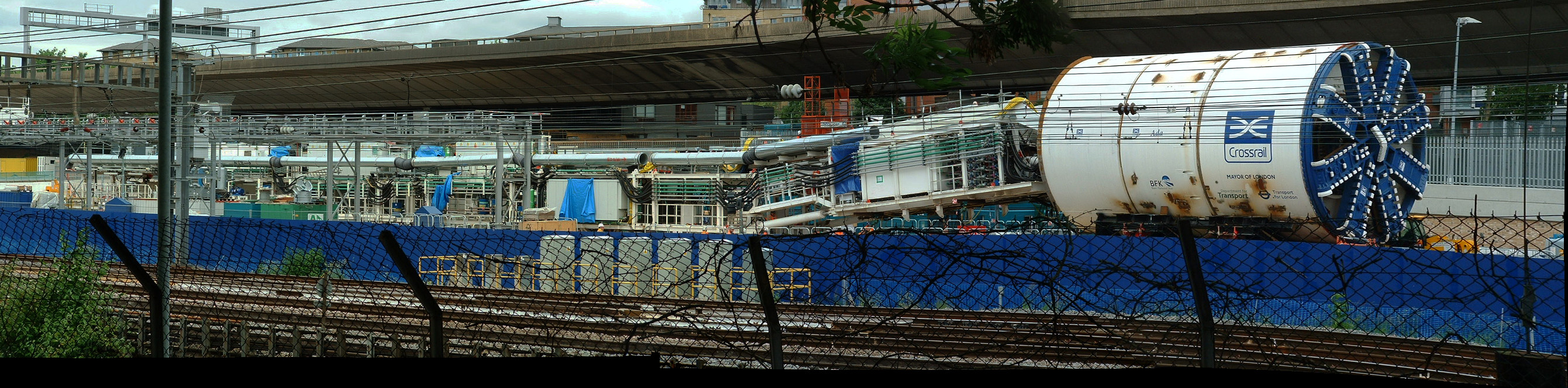
A második fúrópajzs, Ada Royal Oaknál

Az alagútépítés alatt kitermelt földet a Wallasea-szigetre szállították, a kitermelt 7 millió tonna földből 4,5–5 millió tonnát használtak fel itt új vizes élőhely létrehozására.
Az alagútépítést 2015. június 4-én fejezték be Farringdon állomáson David Cameron brit miniszterelnök és Boris Johnson londoni polgármester jelenlétében.
A pálya építésével 2017 szeptemberére végeztek, a hearthrow-i ágon az ETCS rendszer próbáit 2017/18 telén végezték el. A délkeleti szakaszt 2018 februárjában helyezték feszültség alá, és még ebben a hónapban megkezdődtek a próbafutások Abbey Wood és Plumstead között, májusban az alagút nagy részét is feszültség alá helyezték, így már a föld alatt is megindulhatott a próbafutás.
A Paddington és Heathrow közötti Heathrow Connectet 2018 májusában átvette a TfL Rail. Az alagutakat és a hozzájuk tartozó infrastruktúrát még ugyanennek az év nyarán vette át a Transport for London, hogy utána megkezdhessék a sötétüzemet.

### Fúrópajzsok
Az alagútépítésnél 7,1 méter átmérőjű fúrópajzsokat használtak, melyeket a német Herrenknecht AG gyártott. Kétfajta alagútfúrót használtak: egyet a Temze alatti puhább, krétás talajhoz, és egy másikat a vonal többi részére jellemző agyagos, homokos, kavicsos talajhoz. Egy-egy ilyen fúrópajzs tömege elérte akár az 1000 tonnát, hosszúsága pedig a 100 métert.
2012 januárjában pályázatot hirdettek ki alagútfúró pajzsok elnevezésére, amelyre több mint 2500 nevezés érkezett, amiből a legjobb 20-at szavazásra bocsátották februárban. A szavazást követően az első három pár alagútfúró nevét március 13-án hirdették ki, a negyedik párét pedig 2013. augusztus 16-án.
A fúrópajzsok nevei:
- Ada és Phyllis: Royal Oak és Farringdon közti szakasz, Ada Lovelace és Phyllis Pearsall után elnevezve
- Victoria és Elizabeth: Farringdon és Limmo Peninsula közti szakasz, Viktória és II. Erzsébet királynők után elnevezve
- Mary és Sophia: Temze alatti szakasz, Isambard Kingdom Brunel és Marc Isambard Brunel után elnevezve
- Jessica és Ellie: Whitechapel és Pudding Mill Lane közti szakasz, Jessica Ennis és Ellie Simmonds után elnevezve

### Régészet
Az építkezés lehetőséget adott a régészek számára, hogy London utcái alatt olyan helyszíneken kutassanak, amelyek megközelíthetetlenek lettek volna a felszínről, ezzel a Crossrail építésével egy időben zajlott az Egyesült Királyság egyik legnagyobb régészeti feltárása. A 40 ásatási helyen több mint 100 archeológus dolgozott, és több tízezer tárgyat találtak. A leletek többségét 2017 szeptemberében a Museum of London Docklandsben helyezték el. Pár lelet, melyet az építkezés során találtak:
- 1665–66-os pestis áldozatainak tömegsírját Liverpool Streetnél
- őskori pattintott kőeszközöket North Woolwichnél
- középkori korcsolyákat Liverpool Street közelében
- bölény- és rénszarvascsontokat
- Tudor-korabeli bőrcipőket
- római érméket és medálokat
- gyapjas mamut állkapcsának darabjait
- Nagy-Britannia legnagyobb borostyánkövét Canary Wharfnál
- viktoriánus kori ágytálat Stepney Greennél

## Forgalom

A Transport for London vonalai, köztük a TfL Rail és az épülő Elizabeth line is

A teljes Elizabeth line megnyitása után úgy tervezik, hogy a központi és a keleti szakaszokon a metróhoz hasonlóan a vonatok minden állomáson megállnak, nyugaton pedig egyes járatok gyorsított személyvonatok módjára csak a kijelölt állomásokon állnának meg. A kezdeti menetrendek szerint Acton Main Line és Hanwell állomásokon csak a heathrow-i ág vonatai állnának majd meg.
A Thameslinkhez hasonlóan egyes szakaszokon az Elizabeth line más vasútvonalakkal közös pályát és állomásokat használ. Az ilyen párhuzamos vonalak egy részét a vonal megnyitása után tovább üzemeltetik, többek között a Heathrow-i repülőtér és Paddington közti expresszvonatot, a Heathrow Expresst is.
A vonatok nagy részének Paddington lesz a végállomása, csúcsidőben pedig akár a vonalon közlekedő vonatok fele itt fog végállomásozni. Rásegítésként Liverpool Street és Gidea Park között csúcsidőben óránként négy vonatpár fog közlekedni, melyek végig a Great Eastern fővonalon fognak haladni, ezért nem fogják érinteni Whitechapelt.
Tervezett forgalom az Elizabeth line teljes megnyitása után:
| Útvonal                        | V/Ó (CS/CSK) | Nyugati szakaszok | Nyugati szakaszok | Nyugati szakaszok | Nyugati szakaszok | Nyugati szakaszok | Nyugati szakaszok | Nyugati szakaszok | Nyugati szakaszok   | Nyugati szakaszok   | Nyugati szakaszok | Nyugati szakaszok    | Nyugati szakaszok | Nyugati szakaszok | Nyugati szakaszok | Nyugati szakaszok | Nyugati szakaszok | Nyugati szakaszok | Nyugati szakaszok | Központi szakasz     | Központi szakasz | Központi szakasz | Központi szakasz | Központi szakasz | Központi szakasz | Keleti szakaszok | Keleti szakaszok | Keleti szakaszok | Keleti szakaszok | Keleti szakaszok | Keleti szakaszok | Keleti szakaszok | Keleti szakaszok | Keleti szakaszok | Keleti szakaszok | Keleti szakaszok | Keleti szakaszok | Keleti szakaszok | Keleti szakaszok | Keleti szakaszok | Keleti szakaszok |
| Reading                        | Twyford      | Maidenhead        | Taplow            | Burnham           | Slough            | Langley           | Iver              | West Drayton      | Heathrow Terminal 4 | Heathrow Terminal 5 | Heathrow Central  | Hayes and Harlington | Southall          | Hanwell           | West Ealing       | Ealing Broadway   | Acton Main Line   | Paddington        | Bond Street       | Tottenham Court Road | Farringdon       | Liverpool Street | Whitechapel      | Canary Wharf     | Custom House     | Woolwich         | Abbey Wood       | Stratford        | Maryland         | Manor Park       | Ilford           | Seven Kings      | Goodmayes        | Chadwell Heath   | Romford          | Gidea Park       | Harold Wood      | Brentwood        | Shenfield        |                  |                  |
| ------------------------------ | ------------ | ----------------- | ----------------- | ----------------- | ----------------- | ----------------- | ----------------- | ----------------- | ------------------- | ------------------- | ----------------- | -------------------- | ----------------- | ----------------- | ----------------- | ----------------- | ----------------- | ----------------- | ----------------- | -------------------- | ---------------- | ---------------- | ---------------- | ---------------- | ---------------- | ---------------- | ---------------- | ---------------- | ---------------- | ---------------- | ---------------- | ---------------- | ---------------- | ---------------- | ---------------- | ---------------- | ---------------- | ---------------- | ---------------- | ---------------- | ---------------- |
| Reading–Abbey Wood             | 2/0          | ▲                 | ▲                 | ▲                 |                   |                   | ▲                 |                   |                     | ▲                   |                   |                      |                   |                   |                   |                   |                   | ▲                 |                   | ▲                    | ▲                | ▲                | ▲                | ▲                | ▲                | ▲                | ▲                | ▲                | ▲                |                  |                  |                  |                  |                  |                  |                  |                  |                  |                  |                  |                  |
| Reading–Abbey Wood             | 2/2          | ▲                 | ▲                 | ▲                 | ▲                 | ▲                 | ▲                 | ▲                 | ▲                   | ▲                   |                   |                      |                   | ▲                 | ▲                 |                   | ▲                 | ▲                 |                   | ▲                    | ▲                | ▲                | ▲                | ▲                | ▲                | ▲                | ▲                | ▲                | ▲                |                  |                  |                  |                  |                  |                  |                  |                  |                  |                  |                  |                  |
| Maidenhead–Abbey Wood          | 2/2          |                   |                   | ▲                 | ▲                 | ▲                 | ▲                 | ▲                 | ▲                   | ▲                   |                   |                      |                   | ▲                 | ▲                 |                   | ▲                 | ▲                 |                   | ▲                    | ▲                | ▲                | ▲                | ▲                | ▲                | ▲                | ▲                | ▲                | ▲                |                  |                  |                  |                  |                  |                  |                  |                  |                  |                  |                  |                  |
| Heathrow Terminal 4–Abbey Wood | 4/4          |                   |                   |                   |                   |                   |                   |                   |                     |                     | ▲                 |                      | ▲                 | ▲                 | ▲                 | ▲                 | ▲                 | ▲                 | ▲                 | ▲                    | ▲                | ▲                | ▲                | ▲                | ▲                | ▲                | ▲                | ▲                | ▲                |                  |                  |                  |                  |                  |                  |                  |                  |                  |                  |                  |                  |
| Heathrow Terminal 5–Abbey Wood | 2/2          |                   |                   |                   |                   |                   |                   |                   |                     |                     |                   | ▲                    | ▲                 | ▲                 | ▲                 | ▲                 | ▲                 | ▲                 |                   | ▲                    | ▲                | ▲                | ▲                | ▲                | ▲                | ▲                | ▲                | ▲                | ▲                |                  |                  |                  |                  |                  |                  |                  |                  |                  |                  |                  |                  |
| Paddington–Shenfield           | 12/10        |                   |                   |                   |                   |                   |                   |                   |                     |                     |                   |                      |                   |                   |                   |                   |                   |                   |                   | ▲                    | ▲                | ▲                | ▲                | ▲                | ▲                |                  |                  |                  |                  | ▲                | ▲                | ▲                | ▲                | ▲                | ▲                | ▲                | ▲                | ▲                | ▲                | ▲                | ▲                |
| Liverpool Street–Gidea Park    | 4/0          |                   |                   |                   |                   |                   |                   |                   |                     |                     |                   |                      |                   |                   |                   |                   |                   |                   |                   |                      |                  |                  |                  | ▲                |                  |                  |                  |                  |                  | ▲                | ▲                | ▲                | ▲                | ▲                | ▲                | ▲                | ▲                | ▲                |                  |                  |                  |

### Idővonal
Az alagutak megnyitását megelőzően a Transport for London átvette a Crossrail szélső ágain már meglévő vonalak üzemeltetését. Első lépésként 2015 májusában TfL Rail név alatt új szolgáltatást indított az átvett Liverpool Street–Shenfield vonalon. Az új vonatnem bevezetése mellett a TfL új jegyautomatákat és Oyster-olvasókkal ellátott beléptetőkapukat telepített az állomásokra, valamint a járműállomány megkapta a TfL Rail arculatát.
A központi szakaszon többszöri halasztás után várhatóan legkésőbb 2021-ben indul meg a forgalom, a teljes vonalon pedig a Great Western fővonal elkészülte után.
| Stádium | Térkép | Eredetileg tervezett dátum | Dátum              | Megjegyzés | Státusz |
| ------- | ------ | -------------------------- | ------------------ | --- | ------- |
| 0       |        | 2015. május                | 2015. május 31.    | Liverpool Street és Shenfield közti vonalat átveszi a TfL az Abellio Greater Angliától, és elindítja a TfL Railt.                                                                | Igen    |
| 1       |        | 2017. május                | 2017. június 22.   | Az új British Rail 345 sorozatú motorvonatok fokozatosan forgalomba állnak Liverpool Street és Shenfield között.                                                                 | Igen    |
| 2a      |        | 2018. május                | 2018. május 20.    | Paddington és Heathrow Terminal 4 között közlekedő Heathrow Connect is a TfL-hez kerül.                                                                                          | Igen    |
| 5a      |        | N/A                        | 2019. december 15. | A TfL Rail átveszi a Great Westerntől a Paddington és Reading között közlekedő vonatok üzemeltetését. A vonalon már 2019. november 25-én megkezdték az utasforgalmi próbaüzemet. | Igen    |
| 2b      |        | 2018. május                | 2020. július 30.   | A BR 345 sorozatú motorvonatok forgalomba állnak a Heathrow-i ágon. | Igen    |
| 3       |        | 2018. december             | 2022. május 24.    | Paddington és Abbey Wood között elindul az Elizabeth line. | Igen    |
| 4       |        | 2019. május                | körülbelül 2022    | Paddington és Shenfield között is elindul a forgalom. |         |
| 5       |        | 2019. december             | körülbelül 2022    | Teljes vonalon elindul az üzem, Abbey Wood és Shenfield végállomásoktól Paddingtonon keresztül Heathrow-i repülőtérig közlekedik az Elizabeth line.                              |         |

### Menetidők alakulása
| Útvonal                         | Elizabeth line | Elizabeth line |                   |
| Útvonal                         | átadása előtt  | átadása után   | Menetidő nyereség |
| ------------------------------- | -------------- | -------------- | ----------------- |
| Paddington–Tottenham Court Road | 20             | 4              | 16                |
| Paddington–Canary Wharf         | 34             | 17             | 17                |
| Bond Street–Paddington          | 15             | 3              | 12                |
| Bond Street–Whitechapel         | 24             | 10             | 14                |
| Canary Wharf–Liverpool Street   | 21             | 6              | 15                |
| Canary Wharf–Heathrow           | 55             | 39             | 16                |
| Whitechapel–Canary Wharf        | 13             | 3              | 10                |
| Abbey Wood–Heathrow             | 93             | 52             | 41                |

## Díjszabás
A Crossrailt integrálni fogják a londoni viteldíjrendszerbe, és el fogják fogadni rajta az Oyster kártyát, viszont a Travelcard utazókártyát csak Nagy-London határain belül. Csakúgy, mint a Heathrow Connectet leváltó TfL Rail esetében, a Crossrailen is extra díjat fognak felszámolni Heathrow-i repülőtér megközelítésekor a repülőtér és a Hayes & Harlington közti vasúti alagút használatáért, de bérletekre, valamint a napi és a heti jegyekre a 6-os viteldíjzóna díjszabása fog vonatkozni.

### Utasszám
A Crossrail megnyitása után évente 200 milliós utasforgalmat várnak, amivel több metróvonalról levenné a terhet, különösképpen a Central line-ról. Farringdon várhatóan az Egyesült Királyság egyik legforgalmasabb állomásává fog válni, mivel számos metróvonal mellett a Thameslinkre is átszállási lehetőséget jelent. A Transport for London 2018-as becslése szerint a forgalom megindulása után 2022/23-ra 500 millió, 2024/25-re pedig már 1 milliárd font éves bevételre számít a vonalról.

## Fejlesztések

### Új állomások

#### Woolwich

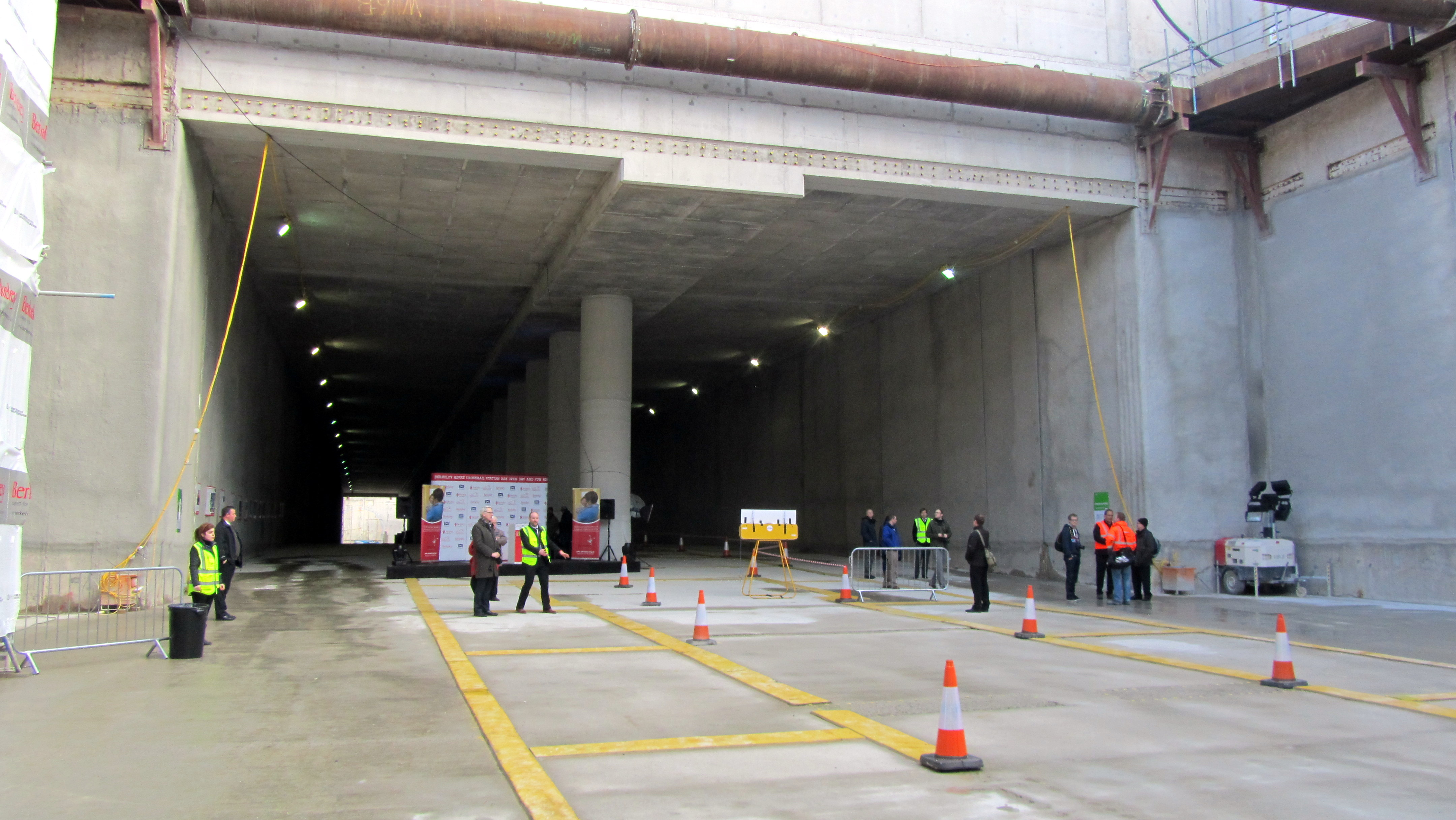
Woolwich építés alatt

Az új állomás átadásával jelentősen le fog csökkenni a menetidő Woolwichból London különböző pontjaira: az eljutás Canary Wharfig 8 percet, Bond Streetig 21 percet és a Heathrow-i repülőtérig 47 percet vesz majd igénybe. Ez az állomás eredetileg nem szerepelt a tervek között, a Képviselőház különbizottsága 2006 júliusában kérte, hogy Woolwichben is létesítsenek egy állomást, melyet 2007 márciusában erősítettek meg. A vonal átadása után óránként 10–12 vonat fogja érinteni az állomást egyes irányokban, összeköttetést nyújtva Délkelet-London, Royal Docks és Közép-London irányába.
Woolwich a Crossrail délkeleti szakaszán épült Custom House és Abbey Wood között. Az állomás építésével egy időben egy ingatlanfejlesztési hullám indult a kerületben mintegy 30 hektáron, közel 2500 új lakóépületet magába foglalva. Emellett egy kulturális negyedet is kialakítottak két múzeummal: Greenwich Heritage Centre és Royal Artillery Museum, valamint számos üzletet, éttermeket, kávézókat, irodákat, szállodákat és egy mozit is.

#### Old Oak Common

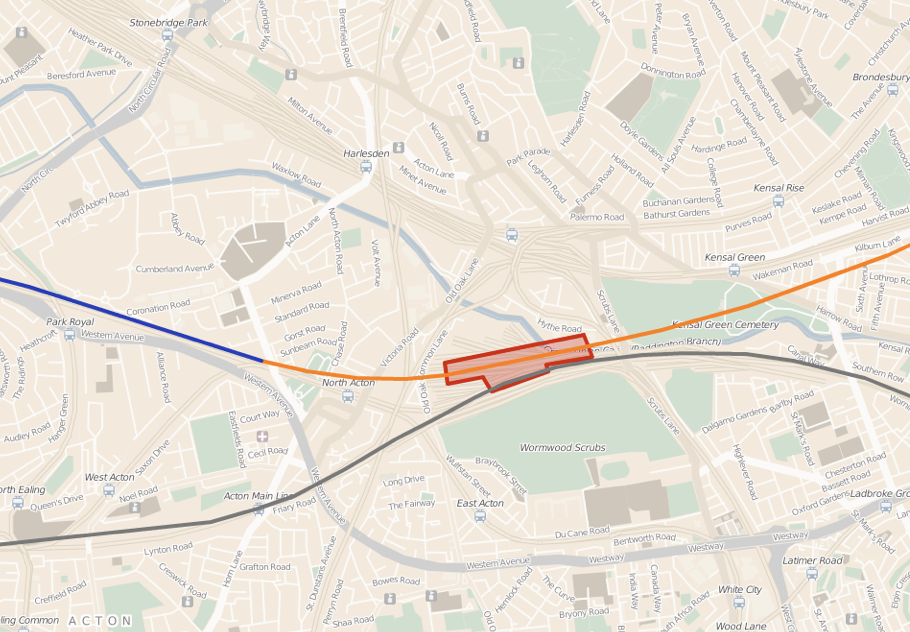
A Crossrail és a High Speed 2 tervezett közös állomása

Az egykori, Gordon Brown által vezetett munkáspárti kormány a leendő High Speed 2 nagysebességű vasútvonal és az épülő Crossrail közös állomásának tervezte az új Old Oak Common állomást Acton Main Line és Paddington közé. Mivel a nagysebességű vasút építésnek kezdetét eleinte 2017-re tervezték, ezért ez az állomás nem is szerepelt a Crossrail első szakaszában. A 2010-es választásokat követően alakult konzervatív–liberális kormány is támogatta a tervet, de ekkorra az állomás és a vasútvonal átadása már 2026-ra csúszott. Az új állomás elkészültével csatlakozást biztosít majd a nagysebességű vonalon kívül a Central és az Overground vonalakra, valamint a Great Western fővonal vasútvonalaira.

#### Silvertown
A London City Airport a bezárt Silvertown újranyitását kezdeményezze, hogy a repteret is kiszolgálja a Crossrail. A terv megvalósítására Newham 50 millió fontos önerőt ígért. Mindezek ellenére a Crossrail terveiben már nem szerepelt Silvertown, és 2012-ben teljesen elbontották a megállóhelyet. Később a Transport for London tagadta, hogy érkezett volna hozzájuk hivatalos megkeresés Silvertown újranyitásának ügyében.
2018-ban a City repülőtér fejlesztési vezetője kihagyott lehetőségnek nevezte, hogy nem nyitották újra Silvertownt, azonban nem tartotta kizártnak, hogy a jövőben mégis újjáépítik az állomást. Robert Sinclair, a reptér vezérigazgatója pedig egy interjúban mondta, hogy az állomás újranyitása nem kulcsfontosságú a repülőtér sikeréhez.

### Folytatások

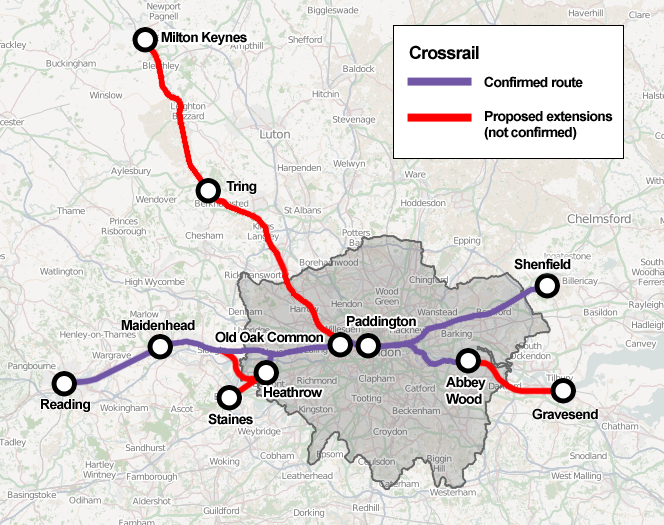
A Crossrail lehetséges folytatásai

#### Reading felé
A Crossrail eredeti tervei szerint a vonal nyugati végállomása Maidenheadben lett volna. Több felvetés is született a vonal nyugati irányú, Readingig való bővítésére, amihez külön indokot adott a Great Western fővonal 2009 júliusában elindított nagyszabású felújítása, emellett a Network Rail a 2011-es útvonalhasznosítási stratégiájában is javasolta a readingi hosszabbítást.
A brit kormány és a Transport for London kiértékelték a hosszabbítás lehetőségét, majd 2014 márciusában bejelentették, hogy a Crossrailt Maidenhead helyett egészen Readingig fogják építeni.
Reading munkáspárti tanácsa támogatta az új terveket, azonban Kelet-Reading konzervatív parlamenti képviselője, Rob Wilson aggodalmát fejezte ki, hogy az új Crossrail vonatok, melyek minden állomáson megállnak, lassabbak lesznek, mint az éppen üzemelő Reading–Paddington személyvonatok. Az aggodalmak ellenére a Crossrail indulása után a gyorsított vonatok meg fognak maradni a lassabb személyvonatok mellett.

#### West Coast fővonal felé
A Network Rail 2011-es útvonalhasznosítási stratégiájában ajánlotta a Crossrail bővítését a West Coast fővonalon keresztül Milton Keynesig, hogy a szakasz forgalmát más Crossrail-állomások között eloszlassa, és ezzel kapacitást szabadítson fel Eustonban a tervezett High Speed 2 nagysebességű vasút számára. Ezzel közvetlen összeköttetést teremne az északnyugati fővonal és Shenfield, valamint Abbey Wood között, enyhítené a metróvonalak forgalmát Euston környékén, kihasználtabbá válna a Paddingtontól nyugatra eső vonalszakasz és javulna a Heathrow-i repülőtér északi irányú megközelíthetősége. A javaslat szerint az eredetileg Paddingtonban végállomásozó vonatok továbbhaladnak majd Heathrow, Maidenhead és Reading, illetve Milton Keynes irányába.
Patrick McLoughlin közlekedési miniszter 2014. augusztusi nyilatkozatában elmondta, hogy a kormány támogatja a fejlesztést, amennyiben a Crossrail megáll Wembley Central, Harrow & Wealdstone, Bushey, Watford Junction, Kings Langley, Apsley, Hemel Hempstead és Berkhamsted állomásokon is, továbbá kikötötték, hogy semmiképp sem korlátozhatja a Crossrail fő vonalának a forgalmát, valamint megfizethető maradjon. A bővítést 2016 augusztusában felfüggesztették, mivel az nem volt eléggé megtérülő.

#### Gravesend felé
A gravesendi hosszabbítást kezdetben a Közlekedési Minisztérium szorgalmazta, de 2008 februárjára ez az ág már kikerült a Crossrail tervei közül. A tervezett ág Abbey Woodnál csatlakozott volna a Crossrail vonalához, ahonnan a meglévő vasútvonalon haladt volna Belvedere, Erith, Slade Green, Dartford, Stone Crossing, Greenhithe, Swanscombe és Northfleet megállókkal Gravesendig. 2018 januárjában Sadiq Khan londoni polgármester a 2021 és 2041 közötti közlekedési fejlesztési tervében ismét elővette a hosszabbítás tervét, de ezúttal Ebbsfleet lenne a végállomás.

#### Heathrow Express
A Network Rail a 2011-es útvonalhasznosítási stratégiájában javasolja a Heathrow Terminal 5 és Paddington között közlekedő Heathrow Express expresszvonat Crossrailbe integrálását.

### Újabb vasútvonal

#### Crossrail 2 (Chelsea–Hackney)
A Crossrail 2 egy tervezett vasútvonal délkelet-angliai Surrey és Hertfordshire megyékben, új észak–déli kapcsolatot nyújtva Londonon keresztül. A déli South Western fővonalat kötné össze az északi West Anglia fővonallal Victoria és King’s Cross St. Pancras érintésével azzal a céllal, hogy a 2030-ra megnőtt vasúti és közúti forgalmat enyhítse. A tervek szerint a Crossrail 1 és a Crossrail 2 közötti átszállás Tottenham Court Road állomáson lesz lehetséges.

## Menedzsment és franchise
A vonal építtetését a Crossrail Ltd végzi, melyet 2001-ben a Transport for London és a Közlekedési Minisztérium alapítottak, és kezdetben közösen birtokoltak, majd 2008 decemberétől teljesen átkerült a TfL-hez. A vonal megépítésére egy 15,9 milliárd fontos finanszírozási csomagot különítettek el. A vonal keleti és shenfield ágát a Network Rail, a heathrow-i leágazást a Heathrow Airport Holdings, az alagutakat és az Abbey Wood-i leágazást pedig a TfL birtokolja és tarja karban.
2014. július 18-án az MTR Corporation nyerte el a franchise (Crossrail, valamint az előd TfL Rail) üzemeltetését nyolc, kedvező tapasztalatok esetén további két évre. A franchise-t 2015 májusában indították el, amikor átvették a Liverpool Street és Shenfield közti vonatok üzemeltetését a Abellio Greater Angliától, majd ehhez csatlakozott 2018-ban a Great Western Railwaytől átvett heathrow-i és readingi vonatok egy része.

## Fordítás
- Ez a szócikk részben vagy egészben  a   Crossrail című angol Wikipédia-szócikk ezen változatának fordításán alapul.  Az eredeti cikk szerkesztőit annak laptörténete sorolja fel. Ez a jelzés csupán a megfogalmazás eredetét és a szerzői jogokat jelzi, nem szolgál a cikkben szereplő információk forrásmegjelöléseként.